# Türksat 1B
Turksat 1B — турецкий спутник связи, второй из серии спутников Türksat, управляемых турецкой компанией Türksat A.Ş.. Разрабатывался при участии французской компании Aérospatiale. Хронологически является первым турецким спутником, выведенным на околоземную орбиту. Он входил в сеть с двумя геосинхронными спутниками связи, которой совместно управляли турецкая Türksat и французская Aérospatiale.
10 августа 1994 года в 23:05:24 UTC с площадки ELA-2 при Гвианском космическом центре в Куру стартовала ракета-носитель Ariane-44LP H10+, которая вывела на околоземную орбиту два спутника связи — бразильский Brasilsat B1 и турецкий Türksat 1B. Последний вышел на геопереходную орбиту на 42° в. д..
Орбитальная платформа спутника — Spacebus 2000 производства компании Aérospatiale, масса чуть более 1 т. В полезную нагрузку спутника вошли 16 транспондеров Ku-диапазона, из них — шесть широкополосных каналов на частоте 72 МГц и 10 узкополосных на частоте 36 МГц. В зону покрытия спутника входила территория от Европы до Центральной Азии. Формально миссия спутника была завершена 17 октября 2006 года.